# Khoa học viễn tưởng

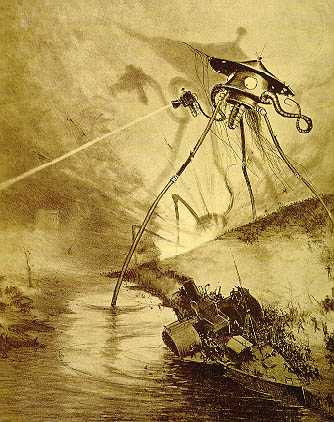
Cuộc xâm lược của người ngoài hành tinh trong cuốn tiểu thuyết Đại chiến thế giới của H.G Wells.

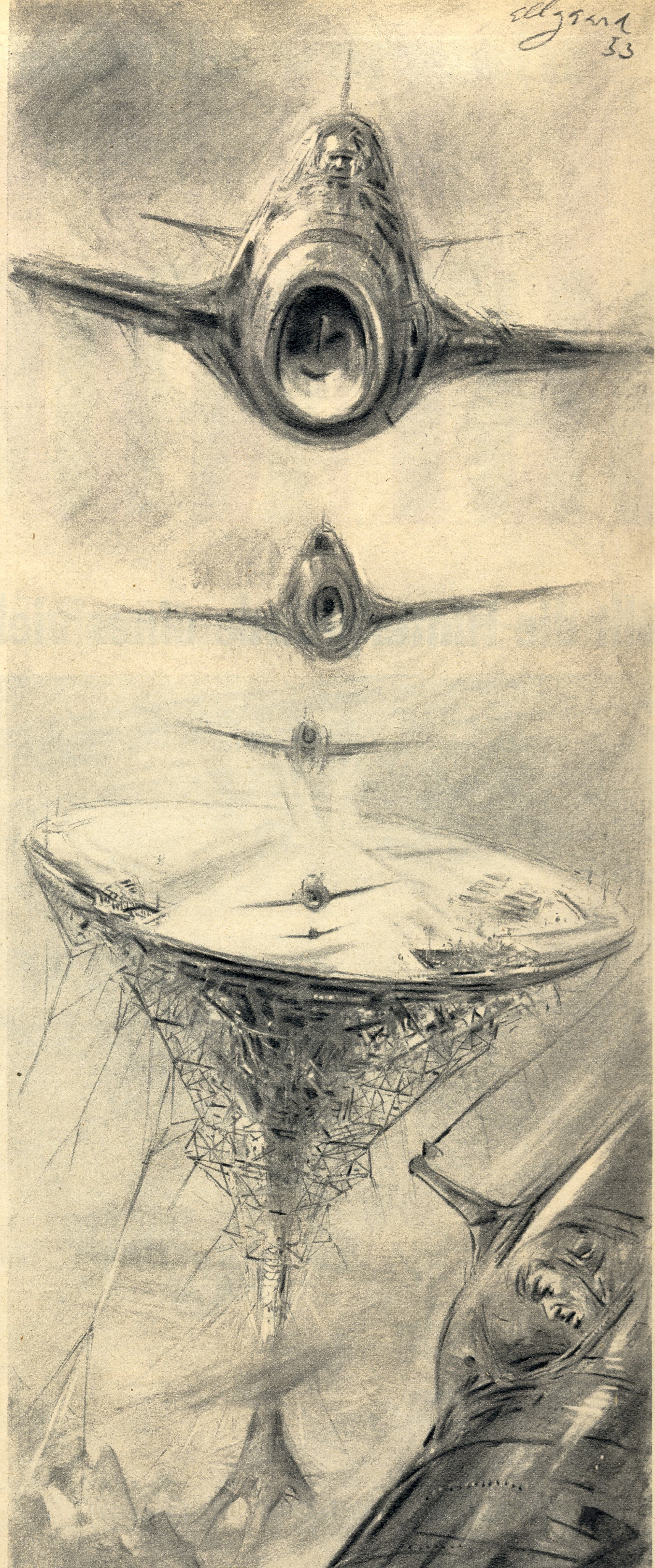
Khởi động và hạ cánh trong tầng bình lưu, một tác phẩm nghệ thuật của Helmuth Ellgaard.

Khoa học viễn tưởng hay Khoa học giả tưởng (tiếng Anh: Science fiction; gọi tắt là "sci-fi" hay "SF") là một thể loại tiểu thuyết hư cấu mang các yếu tố khoa học. Nó còn được gọi là "văn học về ý tưởng" và thường khám phá hoặc dự đoán những hệ quả, hậu quả tiềm tàng của những đổi mới trong khoa học, xã hội và công nghệ.
Khoa học viễn tưởng có thể bám rễ với yếu tố văn hóa cổ đại, có mối liên quan đến thế giới kỳ ảo, có yếu tố kinh dị và siêu anh hùng và bao hàm nhiều thể loại phụ khác. Cũng vì sự móc nối đó mà định nghĩa chính xác của nó từ lâu đã bị tranh cãi giữa các tác giả, nhà phê bình và học giả. Nhiều người cũng vì thế mà dễ nhầm lẫn khoa học viễn tưởng với những thể loại khác, đăc biệt là kỳ ảo.
Các tác phẩm văn học, phim ảnh, truyền hình khoa học viễn tưởng và các phương tiện truyền thông khác đã trở nên phổ biến và có ảnh hưởng trên nhiều thế giới. Bên cạnh mục đích giải trí, nó cũng có thể chỉ trích những mặt trái của xã hội  nhưng cũng đồng thời truyền cảm hứng cho những đề tài thảo luận của giới trẻ về các ý tưởng tuyệt vời của khoa học, có thể biến những sáng kiến tưởng tượng thành hiện thực.

## Định nghĩa
"Khoa học viễn tưởng" rất khó định nghĩa chính xác, vì nó bao gồm một loạt các khái niệm và chủ đề. Nhà văn kỳ ảo và khoa học viễn tưởng người Mỹ James Blish đã viết: "Wells đã sử dụng thuật ngữ ban đầu để bao hàm về cái mà ngày nay chúng ta gọi là khoa học viễn tưởng nặng, một thể loại có sự cố gắng tận tâm để trung thành với sự thật là nền tảng cho câu chuyện sẽ được xây dựng, và nếu câu chuyện có yếu tố phép màu, thì ít nhất nó không nên chứa toàn bộ yếu tố của chúng. "
Theo nhà văn và giáo sư sinh hóa người Mỹ Isaac Asimov, "Khoa học viễn tưởng có thể được định nghĩa là nhánh văn học liên quan đến phản ứng của con người trước những thay đổi của khoa học và công nghệ." Tác giả khoa học viễn tưởng và kỹ sư người Mỹ Robert A. Heinlein đã viết rằng "Một định nghĩa ngắn gọn hữu ích của hầu hết tất cả các khoa học viễn tưởng có thể hiểu là: suy đoán thực tế về các sự kiện có thể xảy ra trong tương lai, dựa trên kiến thức tương ứng từ thế giới thực, quá khứ và hiện tại và hiểu biết sâu sắc về bản chất và tầm quan trọng của phương pháp khoa học." 
Theo Bách khoa toàn thư về khoa học viễn tưởng, do John Clute và Peter Nicholls biên tập, chứa một cuộc thảo luận rộng rãi về vấn đề định nghĩa, dưới tiêu đề "Định nghĩa về SF". Các tác giả coi định nghĩa năm 1972 của giáo sư đại học kiêm nhà văn, nhà phê bình Nam Tư Darko Suvin là hữu ích nhất trong việc xúc tiến các cuộc tranh luận học thuật. Định nghĩa của Suvin là: "một thể loại văn học có các điều kiện cần và đủ là sự hiện diện và tương tác của sự xa rời và sự nhận thức, và công cụ hình thức của nó là một khung tưởng tượng thay thế dựa trên môi trường thực nghiệm của tác giả".
Tác giả và biên tập viên khoa học viễn tưởng người Mỹ Lester del Rey đã viết: "Ngay cả những người cuồng nhiệt hay fan hâm mộ cũng có một thời gian khó khăn để giải thích khoa học viễn tưởng là gì" và thiếu "định nghĩa thỏa đáng đầy đủ" do "không dễ dàng phác họa giới hạn đối với khoa học viễn tưởng. "Tác giả và biên tập viên Damon Knight đã tóm tắt lại những khó khăn, nói rằng "khoa học viễn tưởng là những gì chúng ta chỉ ra khi chúng ta nói về nó."